# (5594) Jimmiller
(5594) Jimmiller est un astéroïde de la ceinture principale.

## Description
(5594) Jimmiller est un astéroïde de la ceinture principale. Il fut découvert le 12 juillet 1991 à l'observatoire Palomar par Henry E. Holt. Il présente une orbite caractérisée par un demi-grand axe de 3,16 UA, une excentricité de 0,05 et une inclinaison de 10,3° par rapport à l'écliptique.

## Compléments